# Hořín
Hořín település Csehországban, a Mělníki járásban. Hořín Mělník, Obříství, Lužec nad Vltavou, Zálezlice, Dolní Beřkovice és Býkev településekkel határos. Lakosainak száma 952 fő (2024. január 1.).

## Népesség
A település lakosságának változását az alábbi diagram mutatja:
| Lakosok száma | 1187 | 1257 | 1258 | 975  | 933  | 734  | 797  | 799  | 889  | 952  |
|               | 1869 | 1900 | 1921 | 1961 | 1980 | 2011 | 2016 | 2019 | 2021 | 2024 |